# Músculo quadrado femoral
O músculo quadrado da coxa ou quadrado femoral (ou ainda antigamente quadrado crural) é um músculo da região glútea.